# Sint-Clemenskerk (Barchon)

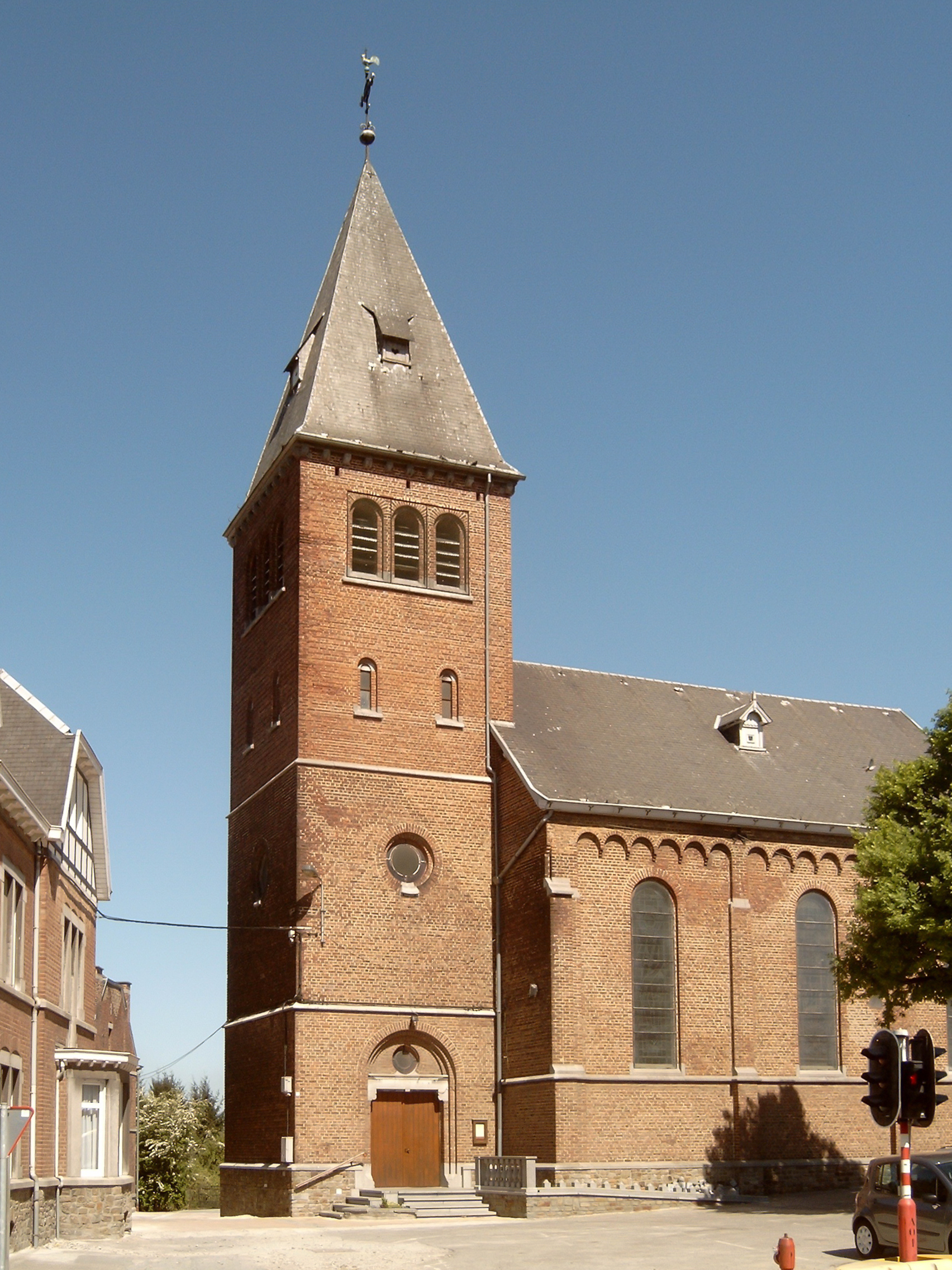
Sint-Clemenskerk

De Sint-Clemenskerk (Église Saint-Clément) is de parochiekerk van de tot de Belgische gemeente Blegny behorende plaats Barchon, gelegen aan het Place Florent Lehane.

## Geschiedenis
In Barchon bestond -zeker sinds 1624- een kapel die ondergeschikt was aan de Sint-Remigiusparochie te Saint-Remy. In 1664 werd door de Abdij van Val-Dieu te Barchon een rector geïnstalleerd die ook de kapel van Housse bediende. In 1755 werd de kapel herbouwd in baksteen. In 1803 kwam Barchon bij de parochie van Housse, om in 1842 een zelfstandige parochie te worden.
De huidige kerk is gebouwd in baksteen naar ontwerp van Séaux in 1921, in neoromaanse stijl. De driebeukige kerk heeft een voorgebouwde, vierkante toren met tentdak en een versmald koor met halfronde afsluiting. Links van de kerk ligt een kerkhof.
In de muur zijn enkele grafkruisen van omstreeks 1620 ingemetseld; een houten gepolychromeerd beeld van Paus Clemens is van begin 18e eeuw; glas-in-loodramen voorstellende Sint-Barbara en Sint-Clemens zijn van omstreeks 1955.